# Sterculia cinnamomifolia
Sterculia cinnamomifolia är en malvaväxtart som beskrevs av Tsai och Mao. Sterculia cinnamomifolia ingår i släktet Sterculia och familjen malvaväxter. Inga underarter finns listade i Catalogue of Life.